# Ramiro Valdés
Ramiro Valdés Menéndez, dit Ramirito, né le 28 avril 1932 à Artemisa (province de La Havane) est un homme politique cubain. Il est le père du compositeur cubain Ramiro Valdés Puentes, Premier Prix national de Cuba de Composition, qui vit actuellement à Miami.

## Carrière politique

### Le révolutionnaire
Vétéran de la révolution cubaine, Valdés s'est battu aux côtés de Fidel Castro en 1953 lors de l'attaque de la caserne Moncada contre Batista. Il est membre fondateur du mouvement du 26 juillet. Emprisonné à l'île des Pins, puis gracié en mai 1955, il participe à l'exil au Mexique, le débarquement du Granma sur les côtes cubaines le 2 décembre 1956, la guérilla dans la Sierra Maestra, où il est le second de Che Guevara (1956-58) avant de devenir lui-même commandant de la 8e colonne d'invasion Ciro Redondo et enfin, en janvier 1959 au triomphe de la révolution.
Il est membre du Politburo du Parti communiste de Cuba depuis octobre 1965.

### Le symbole de la répression
D'abord commandant militaire dans le Midwest, puis directeur de la prison-forteresse de la Cabaña, où il fait fusiller à bout de bras, il fonde et dirige le département d'investigations de l'armée rebelle (Dier), préfiguration de la Sécurité de l'État. Il préside à la création des Unités militaires d'aide à la production (UMAP), camps de travaux forcés où entre 65 et 68, 30 000 détenus seront rééduqués.
Ministre de l'Intérieur et symbole de la répression depuis 1961, le Politburo du Parti communiste de l'Union soviétique décide cependant de destituer Valdés comme ministre de l'Intérieur en 1969, le remplaçant par Sergio del Valle Jiménez, comandante et Premier ministre adjoint du MINFAR. Il devient alors vice-ministre des forces armées, puis en 1972 vice-ministre du secteur de la construction.
Mais en 1978, Castro renomme Valdés ministre de l'Intérieur. Celui-ci se charge d'écraser l'opposition et s'en prend aux déviants, dirigeant la police politique. Valdès provoque à nouveau de graves tensions et au 3e congrès du Parti en 1986, Raùl convainc Fidel de le destituer. Il reste vice-président jusqu'en 1994.

### Le contrôle de l'information
Valdès devient en 1996 directeur du Copextel Business Group, qui devient le centre pour le développement de la télécommunication de Cuba, le logiciel et l'industrie informatique - en association avec les japonais et des entreprises coréennes et chinoises. En 10 ans, ce groupe prend une telle ampleur, qu'il est intégré en 2000 au ministère de l'Information et des Communications, dont Valdés devient finalement, le 31 août 2006, ministre. En 2007, il impose la censure sur internet, pour contrer les États-Unis.
Valdés est à nouveau admis au Politburo après la nomination de Raúl Castro comme président du Conseil d'État en février 2008. Le retour de Valdés s'inscrit dans la séquence de retour de la ligne dure voulu par Fidel Castro. Valdés est estimé responsable de plus 5 000 exécutions depuis 1959.

## Mandats actuels ou passés
- ministre de l'informatique et de communications
- vice-président du Conseil d'État
- vice-président du Conseil des ministres
- membre du Politburo du Parti communiste

## Distinctions
- Commandant de la révolution
- Héros de la République